# Token F1
 Token Racing  va ser un constructor britànic de cotxes per competicions automobilístiques que va arribar a disputar curses a la Fórmula 1.
Token va ser fundada per Ron Dennis el 1974, que la va formar a partir de l'escuderia Rondel Racing que competia a la Fórmula 2. Va debutar a la Fórmula 1 a la 1974 en el GP de Bèlgica disputat al circuit de Nivelles, de la mà del pilot Tom Pryce, no podent finalitzar la cursa. L'escuderia va ser present en 3 curses de la F1 aconseguint finalitzar en onzena posició com a millor classificació en una cursa i no assolint cap punt pel campionat de la F1. L'últim GP disputat va ser el Gran Premi d'Alemanya del 1974.

## Resultats a la F1
| Any  | Xassís   | Motor | Pilot        | 1   | 2   | 3   | 4   | 5   | 6   | 7   | 8   | 9   | 10  | 11  | 12  | 13  | 14  | 15  | WDC | Punts |
| ---- | -------- | ----- | ------------ | --- | --- | --- | --- | --- | --- | --- | --- | --- | --- | --- | --- | --- | --- | --- | --- | ----- |
| 1974 | Token F1 | Ford  |              | ARG | BRA | SUD | ESP | BEL | MON | SWE | HOL | FRA | GBR | ALE | AUT | ITA | CAN | USA | -   | 0     |
| 1974 | Token F1 | Ford  | Tom Pryce    |     |     |     |     | Ret |     |     |     |     |     |     |     |     |     |     | -   | 0     |
| 1974 | Token F1 | Ford  | David Purley |     |     |     |     |     |     |     |     |     | NVQ |     |     |     |     |     | -   | 0     |
| 1974 | Token F1 | Ford  | Ian Ashley   |     |     |     |     |     |     |     |     |     |     | 11  |     |     |     |     | -   | 0     |

## Palmarès a la F1
- Curses: 3
- Victòries: 0
- Podis: 0
- Poles: 0
- Voltes ràpides: 0
- Millor classificació al mundial de constructors: -
- Punts: 0